# Cimpanzeu
Cimpanzeul (genul Pan) este un gen de maimuțe antropoide aparținând familiei Hominidae.
 Acest gen este format din două specii existente: cimpanzeul comun (Pan troglodytes) și bonobo (Pan paniscus). Aceste hominide din Africa ecuatorială sunt animalele cele mai apropiate genetic de Homo sapiens. Ambele specii sunt evaluate pe cale de dispariție pe Lista Roșie IUCN a speciilor amenințate, iar în 2017, Convenția privind speciile migratoare a selectat cimpanzeul pentru protecție specială.

## Cimpanzeu și bonobo: comparație
Cimpanzeul comun (P. troglodytes) , care trăiește la nord de fluviul Congo, și bonobo (P. paniscus) , care locuiește la sud de fluviu, erau considerate a fi din aceeași specie, dar din 1928 au fost recunoscute ca fiind distincte. În plus, P. troglodytes este împărțit în patru subspecii, în timp ce P. paniscus este nedivizat. Pe baza secvențierii genomului, s-a stabilit că aceste două specii Pan existente s-au separat în urmă cu aproximativ un milion de ani.

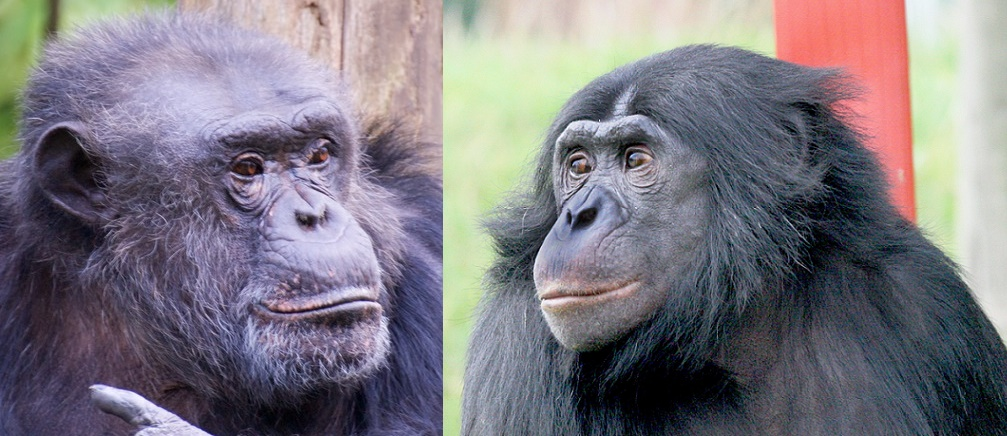
Cimpanzeu (Pan troglodytes) (stânga) și bonobo (Pan paniscus) (dreapta)

Diferențele cele mai evidente sunt că cimpanzeii sunt ceva mai mari, mai agresivi și dominația este masculină, în timp ce bonobii sunt mai grațioși, pașnici și dominația este feminină. Părul lor este de obicei negru sau brun. Masculii și femelele diferă prin mărime și aspect. Atât cimpanzeii cât și bonobii sunt unele dintre cele mai sociale maimuțe antropoide, legăturile sociale apărând în comunitățile mari. Fructele sunt cea mai importantă componentă a dietei unui cimpanzeu, însă acesta mănâncă și vegetație, scoarță, miere, insecte și chiar și alți cimpanzei sau maimuțe. Poate trăi peste 30 de ani atât în sălbăticie, cât și în captivitate.
Cimpanzeii și bonobii sunt în egală măsură cele mai apropiate rude vii ale umanității. Ca atare, acestea se numără printre primatele cu cel mai mare și mai inteligent creier: folosesc o varietate de unelte sofisticate și construiesc adăposturi de dormit elaborate în fiecare noapte din ramuri și frunziș. Abilitățile lor de învățare au fost studiate pe larg. Pot exista chiar culturi distincte în cadrul populațiilor. Studiile de teren ale Pan troglodytes au fost inițiate de primatologa Jane Goodall. Ambele specii Pan sunt considerate a fi pe cale de dispariție, deoarece activitățile umane au cauzat scăderi severe în populațiile și arealul ambelor specii. Amenințările pentru populațiile sălbatice includ braconajul, distrugerea habitatului și comerțul ilegal cu animale de companie. Mai multe organizații de conservare și reabilitare sunt dedicate supraviețuirii speciilor Pan în sălbăticie.

## Denumiri
Numele genului Pan a fost introdus pentru prima dată de Lorenz Oken în 1816. Brookes a sugerat în 1828 o denumire alternativă, Theranthropus iar în 1831 Voigt a sugerat Chimpansee. Numele Troglodytes nu era disponibil, denumirea fiind folosită ca nume de gen pentru un grup de păsări mici în 1809. Comisia Internațională pentru Nomenclatura Zoologică a adoptat Pan ca singurul nume oficial al genului în 1895, deși Troglodytes a putut fi inclus la nivel de specie (Pan troglodytes – cimpanzeul comun). Numele genului este o referință la Pan, zeul grec al naturii și al sălbăticiei. În cartea sa Al treilea cimpanzeu (1991), Jared Diamond propune ca P. troglodytes și P. paniscus aparțin împreună cu H. sapiens genului Homo, mai degrabă decât genului Pan. 
Prima utilizare a numelui „cimpanzeu” este înregistrată în The London Magazine în 1738, tălmăcit ca însemnând „batjocoritor” într-o limbă a „angolezilor” (aparent din limba bantu).
Cimpanzeul a fost numit Simia troglodytes de Johann Friedrich Blumenbach în 1776. Numele speciei troglodytes este o referință la  Troglodytae (literalmente „locuitor în peșteră“), un popor african descris de geografi greco-romani. Blumenbach a folosit-o pentru prima dată în De generis humani varietate nativa liber („Despre soiurile naturale ale genului uman”) în 1776, Linnaeus în 1758 folosise deja Homo troglodytes pentru un amestec ipotetic de om și urangutan.
Bonobo, denumit în trecut „cimpanzeul pigmeu”, a primit numele de specie paniscus de către Ernst Schwarz (1929), un diminutiv al teonimului Pan.

## Taxonomie
|  | \| \| oameni (genul Homo) \| \| \| \| \| \| cimpanzei (genul Pan) \| \| \| \| |
|  |                                                                               |
|  | gorile (genul Gorilla)                                                        |
|  |                                                                               |
|  | oameni (genul Homo)                                                           |
|  |                                                                               |
|  | cimpanzei (genul Pan)                                                         |
|  |                                                                               |

|  | oameni (genul Homo)   |
|  |                       |
|  | cimpanzei (genul Pan) |
|  |                       |

|  | \| \| oameni (genul Homo) \| \| \| \| \| \| cimpanzei (genul Pan) \| \| \| \| |
|  |                                                                               |
|  | gorile (genul Gorilla)                                                        |
|  |                                                                               |
|  | oameni (genul Homo)                                                           |
|  |                                                                               |
|  | cimpanzei (genul Pan)                                                         |
|  |                                                                               |

|  | oameni (genul Homo)   |
|  |                       |
|  | cimpanzei (genul Pan) |
|  |                       |

|  | \| \| oameni (genul Homo) \| \| \| \| \| \| cimpanzei (genul Pan) \| \| \| \| |
|  |                                                                               |
|  | gorile (genul Gorilla)                                                        |
|  |                                                                               |
|  | oameni (genul Homo)                                                           |
|  |                                                                               |
|  | cimpanzei (genul Pan)                                                         |
|  |                                                                               |

|  | oameni (genul Homo)   |
|  |                       |
|  | cimpanzei (genul Pan) |
|  |                       |

|  | \| \| oameni (genul Homo) \| \| \| \| \| \| cimpanzei (genul Pan) \| \| \| \| |
|  |                                                                               |
|  | gorile (genul Gorilla)                                                        |
|  |                                                                               |
|  | oameni (genul Homo)                                                           |
|  |                                                                               |
|  | cimpanzei (genul Pan)                                                         |
|  |                                                                               |

|  | oameni (genul Homo)   |
|  |                       |
|  | cimpanzei (genul Pan) |
|  |                       |

|  | \| \| oameni (genul Homo) \| \| \| \| \| \| cimpanzei (genul Pan) \| \| \| \| |
|  |                                                                               |
|  | gorile (genul Gorilla)                                                        |
|  |                                                                               |
|  | oameni (genul Homo)                                                           |
|  |                                                                               |
|  | cimpanzei (genul Pan)                                                         |
|  |                                                                               |

|  | oameni (genul Homo)   |
|  |                       |
|  | cimpanzei (genul Pan) |
|  |                       |

|  | \| \| oameni (genul Homo) \| \| \| \| \| \| cimpanzei (genul Pan) \| \| \| \| |
|  |                                                                               |
|  | gorile (genul Gorilla)                                                        |
|  |                                                                               |
|  | oameni (genul Homo)                                                           |
|  |                                                                               |
|  | cimpanzei (genul Pan)                                                         |
|  |                                                                               |

|  | oameni (genul Homo)   |
|  |                       |
|  | cimpanzei (genul Pan) |
|  |                       |

|  | \| \| oameni (genul Homo) \| \| \| \| \| \| cimpanzei (genul Pan) \| \| \| \| |
|  |                                                                               |
|  | gorile (genul Gorilla)                                                        |
|  |                                                                               |
|  | oameni (genul Homo)                                                           |
|  |                                                                               |
|  | cimpanzei (genul Pan)                                                         |
|  |                                                                               |

|  | oameni (genul Homo)   |
|  |                       |
|  | cimpanzei (genul Pan) |
|  |                       |

|  | \| \| oameni (genul Homo) \| \| \| \| \| \| cimpanzei (genul Pan) \| \| \| \| |
|  |                                                                               |
|  | gorile (genul Gorilla)                                                        |
|  |                                                                               |
|  | oameni (genul Homo)                                                           |
|  |                                                                               |
|  | cimpanzei (genul Pan)                                                         |
|  |                                                                               |

|  | oameni (genul Homo)   |
|  |                       |
|  | cimpanzei (genul Pan) |
|  |                       |

## Comportament

### Cimpanzeu vs. bonobo

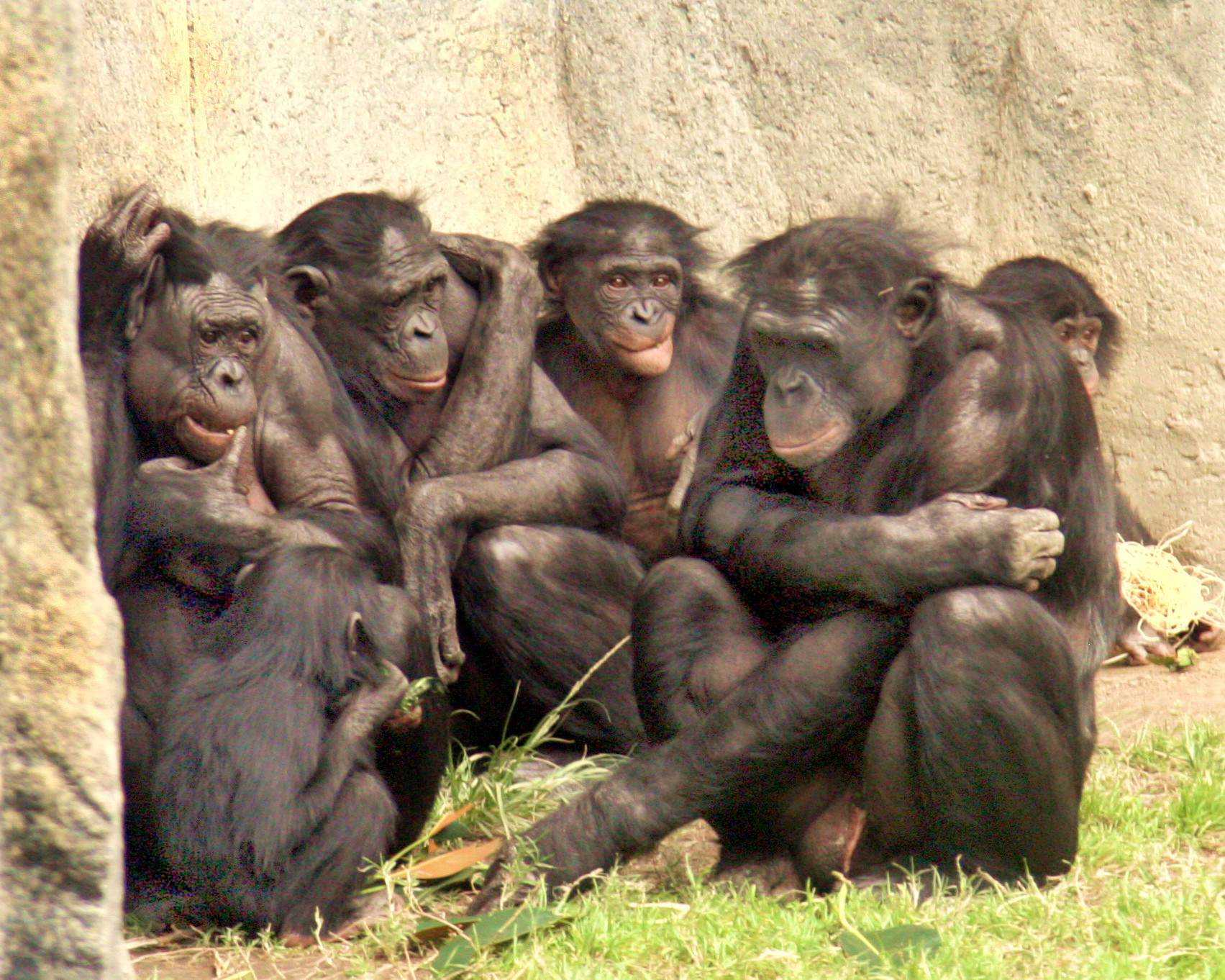
Bonobo

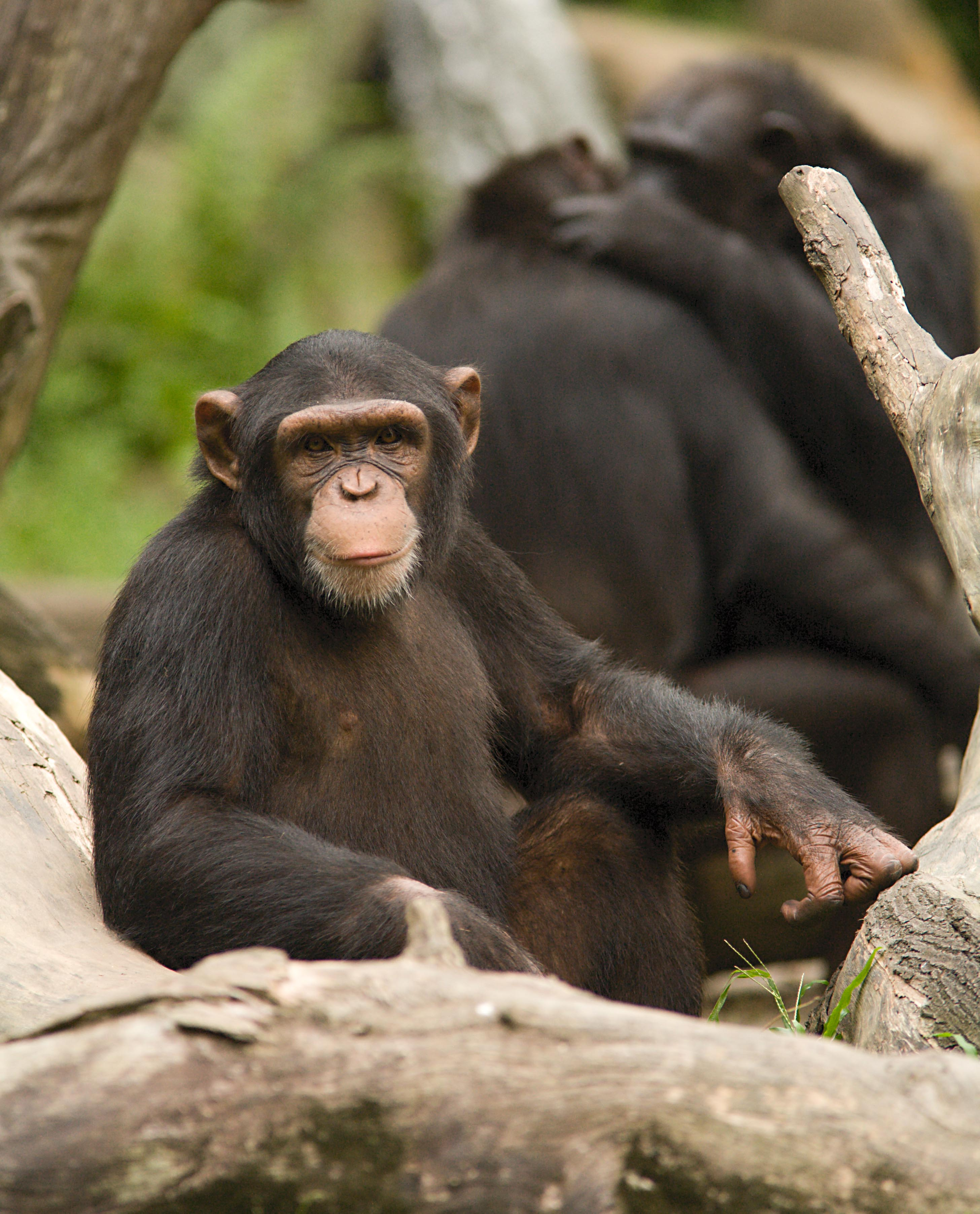
Cimpanzeu comun

Diferențele anatomice dintre cimpanzeul comun și bonobo sunt mici. Ambele sunt omnivore adaptate la o dietă bazată preponderent pe fructe. Cu toate acestea, comportamentele sexuale și sociale sunt semnificativ diferite. Cimpanzeul comun are o cultură de grup bazată pe masculi beta conduși de un mascul alfa și relații sociale extrem de complexe. Bonobo, pe de altă parte, are un comportament egalitar, nonviolent, matriarhal, receptiv sexual. Bonobii întrețin frecvent relații sexuale, uneori pentru a ajuta la prevenirea și rezolvarea conflictelor. Diferite grupuri de cimpanzei au, de asemenea, un comportament cultural diferit, cu preferințe pentru tipurile de unelte. Cimpanzeul comun tinde să manifeste o agresivitate mai mare decât bonobo. Cimpanzeul captiv doarme în medie 9 ore și 42 de minute pe zi.
Contrar a ceea ce sugerează denumirea științifică (Pan troglodytes), cimpanzeii nu își petrec timpul de obicei în peșteri, dar s-a raportat că unii dintre ei caută refugiu în peșteri din cauza căldurii din timpul zilei.